# Гбадолите (аэропорт)
Аэропорт Гбадолите (фр. Aéroport de Gbadolite) (IATA: BDT, ICAO: FZFD) — аэропорт, обслуживающий Гбадолите, столицу провинции Северное Убанги в Демократической Республике Конго. Аэропорт находится в деревне Моанда, в 6 км к юго-западу от Гбадолите.
Ненаправленный маяк Гбадолите (идентификатор: BLT) расположен в 5,2 морских милях (9,6 км) к востоку-северо-востоку от аэропорта. Gbadolite VOR/DME (Идентификатор: BLT) расположен на поле.

## История
Президент Заира Мобуту построил аэропорт специально, чтобы он мог летать на своём Concorde авиакомпании Air France чартерными рейсами в Париж и другие места.